# Paredes de Escalona (kommunhuvudort)
Paredes de Escalona är en kommunhuvudort i Spanien. Den ligger i provinsen Toledo och regionen Kastilien-La Mancha, i den centrala delen av landet, 70 km väster om huvudstaden Madrid. Paredes de Escalona ligger 498 meter över havet och antalet invånare är 107.
Terrängen runt Paredes de Escalona är kuperad åt nordväst, men åt sydost är den platt. Runt Paredes de Escalona är det ganska glesbefolkat, med 27 invånare per kvadratkilometer. Närmaste större samhälle är San Martín de Valdeiglesias, 17,7 km norr om Paredes de Escalona. Trakten runt Paredes de Escalona består till största delen av jordbruksmark.